# Maria Francesca de Bournonville
Maria Francesca de Bournonville (en francès Marie Françoise de Bournonville) va néixer a La Morte (França) el 15 de juliol de 1654 i va morir el 16 de juliol de 1748. Era filla del duc Ambrosi Francesc de Bournonville (1619-1693) i de Lucrècia Francesca de la Vieuville (1632-1678).
El 13 d'agost de 1671 es va casar amb el duc Anne Jules de Noailles (1650-1708), fill del primer duc de Noailles Anne de Noailles (1613-1678) i de Lluïsa Boyer de Sainte-Geneviève-des-Bois (1632-1679). El matrimoni va tenir 20 fills: 
1. Maria Cristina de Noailles (1672-1748), casada amb el mariscal de França Antoni V de Gramont (1671-1725).
2. Un fill nascut mort el 1673
3. Un fill nascut mort el 1674
4. Lluís Maria de Noailles (1675)
5. Lluís Pau de Noailles (1676), comte d'Ayen
6. Maria Carlota de Noailles (1677-1723), casada amb el marquès de Coëtquen.
7. Adrià Maurici de Noailles (1678-1766), tercer duc de Noailles, casat amb Francesca Carlota d'Aubigné.
8. Anna Lluïsa de Noailles (1679)
9. Un fill nascut el 1680 i mort el 1684.
10. Joan Anne de Noailles (1681)
11. Júlia Francesca de Noailles (1682)
12. Llúcia Felicitat de Noailles (1683), casada amb Victor-Marie d'Estrées (1660-1737).
13. Maria Teresa de Noailles (1684), casada amb Carles Francesc de la Baume Le Blanc, duc de La Vallière.
14. Emmanuel Jules de Noailles (1686-1702), comte de Noailles.
15. Maria Francesca de Noailles (1687) casada amb Emmanuel de Beaumanoir, marquès de Lavardin.
16. Maria Victòria de Noailles (1688-1766), casada primer amb Lluís de Pardaillan, marquès de Gondrin (1689-1712, i després amb Lluís Alexandre de Borbó, comte de Tolosa (1678-1737),
17. Maria Emília de Noailles (1689-1723) casada amb Emmanuel Rousselet, marquès de Châteauregnaud.
18. Jules Adrià de Noailles (1690-1710), comte de Noailles.
19. Maria Urànie de Noailles (1691)
20. Anna Lluïsa de Noailles (1695-1773) casada amb Francesc Le Tellier, marquès de Louvois.